# Magdalena Rakowska-Boguta
Magdalena Rakowska-Boguta (ur. 1953) – polska biotechnolog i genetyk, profesor nauk biologicznych.

## Życiorys
Ukończyła studia biochemiczne na Uniwersytecie Warszawskim. Uzyskała następnie stopień naukowy doktora. W 1998 habilitowała się w Instytucie Biochemii i Biofizyki PAN na podstawie rozprawy zatytułowanej Wierność translacji u eukariontów na przykładzie drożdży Saccharomyces cerevisiae. 17 listopada 2003 otrzymała tytuł profesora nauk biologicznych. W pracy naukowej specjalizuje się w zagadnieniach związanych z genetyką. Zawodowo od 1980 związana (na stanowisku profesorskim) z Instytutem Biochemii i Biofizyki PAN. Była również profesorem nadzwyczajnym w Instytucie Biotechnologii Politechniki Warszawskiej.
W okresie PRL od drugiej połowy lat 70. angażowała się w działalność opozycyjną, ze środowiskiem niezależnym nawiązała kontakty przez swojego męża Grzegorza Bogutę. Po powstaniu Niezależnej Oficyny Wydawniczej NOWa zajmowała się m.in. kolportażem pism drugiego obiegu. Po wprowadzeniu stanu wojennego była wraz z Anną Komorowską jedną z pierwszych kobiet, które dotarły do swoich internowanych mężów.

## Odznaczenia
W 2012 prezydent Bronisław Komorowski odznaczył ją Krzyżem Kawalerskim Orderu Odrodzenia Polski. W 2004 otrzymała Złoty Krzyż Zasługi.